# Leon Flach
Leon Maximilian Flach (Humble, 28 novembre 2001) è un calciatore statunitense con cittadinanza tedesca, centrocampista dello Jagiellonia.

## Caratteristiche tecniche
È un centrocampista difensivo che può essere adattato a terzino sinistro.

## Carriera

### Club
Nato in Texas da genitori tedeschi nel periodo in cui il padre lavorava ad Houston, dopo aver fatto ritorno in patria ad Amburgo inizia a giocare a calcio presso la squadra locale del Sereetzer; nel 2008 si trasferisce al Lubecca dove rimane per due stagioni prima di passare al St. Pauli.
Il 27 settembre 2020 debutta fra i professionisti giocando i minuti finali dell'incontro di 2. Bundesliga vinto 4-2 contro l'Heidenheim; il 3 gennaio 2021 realizza la sua prima rete nel match perso 2-1 contro il Greuther Fürth.
Il 31 marzo 2021 fa ritorno negli Stati Uniti firmando un contratto biennale con il Philadelphia Union.

### Nazionale
Ha giocato nella nazionale tedesca Under-18 e nella nazionale statunitense Under-20.

## Statistiche
Statistiche aggiornate al 28 aprile 2020.

### Presenze e reti nei club
| Stagione        | Squadra            | Campionato      | Campionato | Campionato | Coppe nazionali | Coppe nazionali | Coppe nazionali | Coppe continentali | Coppe continentali | Coppe continentali | Altre coppe | Altre coppe | Altre coppe | Totale | Totale | Totale |
| Stagione        | Squadra            | Comp            | Pres       | Reti       | Comp            | Pres            | Reti            | Comp               | Pres               | Reti               | Comp        | Pres        | Reti        | Pres   | Reti   |        |
| --------------- | ------------------ | --------------- | ---------- | ---------- | --------------- | --------------- | --------------- | ------------------ | ------------------ | ------------------ | ----------- | ----------- | ----------- | ------ | ------ | ------ |
| 2020-mar. 2021  | St. Pauli II       | RL              | 3          | 1          |                 | -               | -               |                    | -                  | -                  |             | -           | -           | 3      | 1      |        |
| 2020-mar. 2021  | St. Pauli          | 2L              | 9          | 1          | CG              | 0               | 0               |                    | -                  | -                  |             | -           | -           | 9      | 1      |        |
| 2021            | Philadelphia Union | MLS             | 2          | 0          |                 | -               | -               | CCL                | 3                  | 0                  |             | -           | -           | 5      | 0      |        |
| Totale carriera | Totale carriera    | Totale carriera | 14         | 2          |                 | 0               | 0               |                    | 3                  | 0                  |             | -           | -           | 17     | 2      |        |